# Optimus Prime
Optimus Prime (noto in Italia anche come Commander e in Giappone come Convoy) è un personaggio immaginario e il protagonista della saga dei Transformers. In alcune continuity, Optimus e Megatron erano un tempo amici ma la guerra mise fine al loro legame e divennero i leader rispettivamente degli Autobot e dei Decepticon. Optimus era un tempo conosciuto come Orion Pax, mentre Megatron era conosciuto come D-16.

## Animazione

### Transformers Generation 1(1984-1987)
È il capo della fazione degli Autobot di Cybertron, opposta a quella dei Decepticon. Parte per un viaggio interstellare con i suoi compagni a bordo dell'astronave Arca alla ricerca di nuove risorse energetiche ma, viene inseguito dalla Nemesis, l'astronave di Megatron, capo dei Decepticon. Dopo aver subito un arrembaggio da parte di questi ultimi e, a seguito di una breve ma intensa colluttazione all'interno dell'astronave degli Autobot, Optimus precipita assieme ai suoi compagni sulla Terra. Dopo l'impatto, Autobot e Decepticon, all'interno dell'Arca, rimangono in uno stato di torpore per circa 4 milioni di anni.
A seguito dell'eruzione di un vulcano alla base del quale era conficcata l'Arca, nel 1984 viene risvegliato assieme ai suoi compagni e riconfigurato dal supercomputer Teletraan I in una forma veicolare terrestre. Si trasforma in un autoarticolato Freightliner FLT COE doppio asse di colore rosso e blu, spesso coadiuvato al seguito da un rimorchio grigio all'interno del quale risiede Roller, un droide non senziente e motorizzato, che funge da stazione di combattimento e da armeria.

Optimus Prime G1

Optimus Prime è rappresentato come un personaggio che ama la pace e la tranquillità, coraggioso, eroico, leale, molto saggio, generoso e altruista; è quasi una figura paterna nei confronti dei suoi sottoposti che spesso peccano di entusiasmo e si cacciano nei guai.
Graficamente è uno degli Autobot di maggiori dimensioni sia nei fumetti e cartoni relativi alla prima serie (chiamata G1) sia nella trilogia di film di Michael Bay, e i numerosi scontri corpo a corpo con il suo perfido nemico Megatron lo vedono quasi sempre vincitore. Possiede un'ascia di energia che può sostituire alla sua mano destra, comparsa nei primi episodi del cartone e poi riproposta in alcuni dei modellini del giocattolo successivi.
Sebbene Megatron e Optimus Prime siano acerrimi nemici, vi è un sostanziale onore e rispetto reciproco: quando infatti il diabolico rivale di Megatron, Starscream, dopo numerosi tentativi riesce finalmente a ottenere il comando della fazione dei Decepticon sulla Terra, Optimus Prime gli manifesta un chiaro disprezzo non ritenendolo affatto al pari del suo predecessore.
Nella serie a fumetti della Dreamwave, che presenta una storia in medias res apparentemente ambientata dopo le prime due stagioni del cartone statunitense, pubblicata nei primi anni del XXI secolo, viene introdotta la parentela con Ultra Magnus, che ne diviene il fratello gemello. La storia, che in un momento di climax mostra Ultra Magnus senza l'esoscheletro costituito dal rimorchio trasformato, richiama i modellini giocattolo dei due personaggi, che effettivamente differivano solo per il colore e la forma del rimorchio.
Optimus Prime è il portatore della matrice, al cui interno si conserva l'esperienza dei precedenti comandanti (Prime). In diverse serie animate e fumetti è la Matrice la causa delle maggiori dimensioni dei Prime rispetto agli altri autobot e viene mostrato come i portatori aumentino le proprie dimensioni e subiscano alcune modifiche di forma quando la stessa gli viene consegnata.
A seconda della continuty non sempre viene identificato il comando con la possessione della matrice, infatti nella serie G1 si fa riferimento ad Alpha Trion come comandante degli Autobot durante l'epoca della resistenza ai Quintessenziani. Nel videogioco Transformers: La battaglia per Cybertron del 2010, si dice che Prime lo si diventa per elezione, quando si viene scelti dal Consiglio Elettivo degli Autobot, ed essere un Prime equivale ad avere la carica di Leader degli Autobot; ciò lo si vede anche nella serie animata, quando Hot Rod diventa Rodimus Prime. Nella serie cinematografica di Michael Bay e nei fumetti ad essa ispirati, invece, si è un Prime solo se lo si nasce, e non lo si può diventare; molte volte sono stati scelti membri della Dinastia Prime come Leader degli Autobot, ma essere un Prime non significa essere per forza il Leader degli Autobot.
La lista dei comandanti è più difficile da compilare, essendo molto variabile a seconda della fonte di riferimento (fumetti Marvel, serie animata, continuity giapponese, ecc.).
(Le seguenti liste riguardano esclusivamente i Prime ed i Comandanti Supremi Autobot dei cartoni animati originali).
Serie G1:
- (Oracle)/(It)/Primus (creatore della razza Cybertroniana)
- Primon
- Prima
- Nova Prime/Prima Nova
- Guardian Prime
- Zeta Prime
- Sentinel Prime
- (A-3)/Alpha Trion (brevemente)
- (Orion Pax)/Optimus Prime
- Ultra Magnus (brevemente)
- (Hot Rod)/Rodimus Prime
- Optimus Prime (di nuovo)
- Rodimus Prime (di nuovo nella continuity giapponese)
- Fortress/Fortress Maximus (continuity giapponese)
- Ginrai (non è Optimus Prime ma un Powermaster che utilizza un transtector simile a lui, continuity giapponese)
- Star Saber (continuity giapponese)
- Dai Atlas (continuity giapponese)

Serie G2:
- Optimus Prime
- Optimus Prime (Hero)
- Optimus Prime (Laser rod)

Beast Era:
- Optimus Primal/Optimal Optimus/Beast Convoy (continuity principale e giapponese)
- Lio Convoy/Leo Prime (continuity giapponese)
- Great Convoy (continuity giapponese)
- Big Convoy (continuity giapponese)
- Lio Convoy (di nuovo, continuity giapponese)

Serie Robots in Disguise:
- Fire Convoy

Serie Unicron Trilogy
- Convoy
- Grand Convoy
- Galaxy Convoy (per questi tre si tratta sempre di Optimus Prime, con diverse forme a seconda della serie)
- Vector Prime (in un tempo e in una dimensione diversa da quella attuale)

### Transformers: Robots in Disguise(anime 2000)
L'Optimus di questa serie (Fire Convoy) e gli altri Autorobot vivono sulla Terra nascosti sotto forma di comuni veicoli ed entrano in azione quando i Predacon, guidati dal malvagio Megatron, attaccano il pianeta. In questa versione Optimus Prime si trasforma in un camion dei pompieri, e fra le sue armi possiede un equipaggiamento chiamato "protocollo di combattimento" (super mode) che lo arma di cannoni in grado di lanciare raggi di acqua e ghiaccio, inoltre possiede un pugno mobile che può lanciare contro i nemici. È fratello di Ultra Magnus, il quale inizialmente lo detesta poiché è stato scelto come portatore della matrice al suo posto e cerca di eliminarlo per prendere il potere sugli Autorobot, ma alla fine mitiga i suoi rapporti col fratello e si allea con lui per sconfiggere Megatron (divenuto Galvatron, in seguito) e i malvagi Predacon; fondendosi con Optimus dà vita a Omega Prime.

### Trilogia Unicron(Transformers: Armada,Energon,Cybertron) (2002-2006)
Nella serie Armada, Optimus e gli Autorobot sono attirati sulla Terra dal segnale di risveglio dei Mini-con, una terza razza di Transformers che, uniti a un Autorobot o a un Decepticon, risvegliano poteri nascosti e incredibili. Per questo si riapre la guerra coi Decepticon e Megatron, conflitto che si era assopito per un breve lasso di tempo. L'Optimus di questa prima parte della saga è capace di unirsi a Jetfire per dare vita a Jet Convoy e, raramente, con il robot semi-senziente Overload. Durante la serie Optimus verrà distrutto da un'arma dei Decepticon che sfrutta il potere di 9 Mini-con potentissimi, il cannone idra, per poi venire resuscitato dagli stessi Mini-con per mezzo della matrice. Nella breve parentesi della battaglia finale contro Unicron il distruttore di mondi, si allea con Megatron per combattere insieme la comune e temibile minaccia. In una epica battaglia all'interno di Unicron (dove Optimus subisce una leggera ricolorazione) il comandante degli Autobot sconfigge Megatron, che cade nel buco nero derivante dalla distruzione del distruttore dei mondi. Nella serie Energon vediamo Optimus e gli Autobot alleati con gli umani per ristabilire la pace nell'universo. Il secondo capitolo della saga è incentrato sulla ricerca dell'energon (l'energia che serve ai Transformers per sopravvivere), che mette in conflitto nuovamente Autobot e Decepticon (nuovamente capeggiati da Megatron, resuscitato dal misterioso Alfa-Q). Optimus ha ricevuto in dono da Primus l'abilità di unirsi con una serie di veicoli contenuti nel suo rimorchio per accedere alla sua caratteristica forma super. Nella serie, che termina nuovamente con la distruzione di Unicron e la sconfitta di Megatron, Optimus si unisce con Wing Saber dando vita a Wing Convoy, e con Omega Supreme per dare vita a Omega Optimus (nel combattimento finale però Optimus Prime si unisce agli Autobot dando vita a Shining Optimus Prime). Nella serie cybertron, ultimo capitolo della saga, Autorobot e Decepticon sono contrapposti nella ricerca delle Cyber planet keys, potenti manufatti che serviranno a chiudere il buco nero creato dalla distruzione di Unicron e dal conseguente squilibrio delle forze basilari dell'universo, il bene (Primus) e il male (Unicron).
Optimus, consigliato dal saggio Vector Prime, il signore del tempo e dello spazio, è capace di fondersi con i compagni Wing Saber (dando vita a Sonic Convoy) e Leobreacker (dando vita al "Savage Claw", l'artiglio selvaggio). Alla fine della 3ª serie Optimus combatte e sconfigge Galvatron, trasformazione di Megatron posseduto da Unicron.
In tutte e tre le serie Prime può potenziarsi unendo il corpo base (la motrice) al rimorchio; in Armada usa la stessa trasformazione che serve a combinarsi con Jetfire, salvo che le gambe sono composte dal suo rimorchio; in Energon, il rimorchio si apre facendo uscire 4 veicoli (tutti etichettai OP con un numero da 1 a 4: un'autopompa, un sottomarino, un elicottero, una trivellatrice) che diventano arti aggiuntivi (è una trasformazione simile a quella dei Transformers di tipo combiner; un corpo centrale e 4 arti), intercambiabili tra loro; in Cybertron, il rimorchio forma una sorta di armatura come nel caso di Ultra Magnus (questo schema è usato anche in Robots in Disguise (2000) e in Transformers 3).

### Transformers Animated(2007-2009)
Optimus Prime appare nella serie Transformers Animated del 2007 come un semi-rimorchio di colore rosso, in grado di avere nel suo "rimorchio" degli allegati, in particolare quello che lo rende effettivamente un camion dei pompieri. A differenza delle altre serie in questa dimostra di essere più giovane. Optimus ha la possibilità di modificare qualsiasi parte del suo corpo robotico in uno strumento o gadget. È interessante che, a differenza di tutte le serie precedenti, il viso può quasi sempre essere visto, perché la sua mouthplate non è più fissa, ma può essere attivata a piacimento dallo stesso Optimus.
Va notato che nella traduzione giapponese di questa serie, la storia è stata modificata (come per Starscream) per renderlo un prequel del film cinematografico del 2007, Transformers. Ciò rende questa versione di Optimus Prime una versione precedente del personaggio cinematografico.

### Transformers: Prime(2010-2013)
Optimus Prime è il leader del principale gruppo di Autobot nella serie in CGI "Transformers: Prime". In questo universo, Optimus è un comandante veterano militare e secondo in comando, che brandisce un blaster ionico e una doppia ascia con lama Energon. Egli divenne il leader degli Autobot dopo Zeta Prime che cadde in battaglia, ma non è certo che volle la responsabilità. La guerra con i Decepticon stava andando male, e sembrava che non ci fosse nessuna fine in vista. Giurò a sé stesso e per i guerrieri sotto il suo comando che non si sarebbe mai arreso, mai ritirato, e non avrebbe mai smesso di combattere fino a quando i Decepticon non sarebbero stati sconfitti. Ha la visione telescopica e si trasforma in un lungo camion con semi-rimorchio.

### Transformers: Robots in Disguise(2015-2017)
Dopo gli eventi del film d'animazione televisivo "Transformers Prime Beast Hunters: Predacons Rising" Autobots e Decepticons vivono in pace gli uni con gli altri. Bumblebee è diventato il tenente della polizia di Cybertron e riceve un messaggio dallo spirito di Optimus Prime che lo invia in una missione segreta sulla Terra, perché la nave/prigione Alchemor si e schiantata liberando tutti i Decepticons prigionieri. Dopo essere arrivato sulla Terra insieme con Strongarm e Sideswipe, Bumblebee si scontra con Underbite, ma non riesce a sconfiggerlo. All'improvviso appare Optimus Prime che lo batte senza sforzo e poi sparisce. Riappare nella puntata 14 dove si sta allenando con Micronus, uno dei 13 Prime originali. Riappare alla fine della prima stagione dove ritorna sulla Terra con una nuova forma per affrontare la nuova minaccia, che si rivela essere Megatronus, altro membro dei 13 Prime originali.

## Cinema
Optimus Prime è il protagonista del primo film del giugno 2007 di Michael Bay prodotto da Steven Spielberg, dove come nella serie animata è il leader degli Autobot: esseri viventi meccanici provenienti dal pianeta Cybertron, ridotto a un cumulo di macerie dalla guerra civile fra Autobot e Decepticon per il possesso dell'Allspark, precipitato sulla Terra e obiettivo principale di Optimus. Alla fine del film Sam Witwicky userà l'Allspark, a costo di distruggere quest'ultimo per uccidere Megatron. Così Optimus e gli Autobot senza una casa da rianimare, decidono che la Terra sarà la loro nuova casa. Il sequel è uscito nel maggio 2009, dove, in un eroico combattimento contro Megatron (riportato in vita con una scheggia dell'Allspark), muore per salvare l'umano Sam, per poi essere resuscitato dal potere della famosa Matrice del comando, che in tutte le serie di TF era sinonimo della Matrice del comandante degli Autobot, fondendosi col morente Jetfire, un anziano ma potente Decepticon divenuto Autobot e acquisendo rinnovate forze e la capacità di volare. Sconfigge in questo modo sia The Fallen uccidendolo, sia il suo discepolo Megatron che invece sopravvive. Optimus compare anche nel film Transformers 3, ultimo capitolo della trilogia di Michael Bay, dotato in più di un semirimorchio che gli funge da armeria "portatile". Nel film viene tradito dal suo predecessore e mentore Sentinel Prime, combatte la battaglia finale tra Autobot e Decepticon a Chicago, nello scontro con Sentinel è in svantaggio, e alla fine l'Autobot traditore strappa il braccio destro a Optimus, e mentre sta per finirlo, Megatron (per paura che Sentinel prenda il suo posto), interviene e ferisce Sentinel, poi Optimus impugna l'ascia da combattimento nella sua mano sinistra e decapita la sua nemesi. Poi usa il cannone del leader dei Decepticon per finire il suo vecchio mentore. In tutti e tre i primi film si trasforma in una motrice Peterbilt 379 rosso e blu.
Nei film di Michael Bay viene accennato al fatto che Megatron e Optimus sarebbero fratelli. Nell'albo a fumetti "Transformers Dark of the Moon - Fondazione" viene mostrato che Optimus e Megatron sono entrambi sotto l'ala protettrice di Sentinel Prime, come fratelli adottivi. Optimus non è certo di essere un Prime, della stessa dinastia di Sentinel, e non ricorda nulla del suo passato a causa di un incidente. Le differenti prospettive sul futuro di Cybertron, e l'invidia di Megatron per il posto privilegiato che Optimus ha nel cuore di Sentinel, porteranno i due a separarsi in modo irreversibile.
Optimus compare anche nel quarto film. All'inizio è un vecchio camion arrugginito Freightliner LLC, simile a quello della serie animata G1, in modo da non essere scoperto dagli umani, che dopo la battaglia avvenuta a Chicago, gli danno la caccia. Dopo essersi trasformato in un Western Star 4900, combatte insieme con la sua nuova banda di Autobot contro Lockdown, un Cybertroniano che anziché essere un Decepticon, ha deciso di lavorare per i "Creatori", esseri biologici che in un lontano passato di Cybertron utilizzarono la loro tecnologia avanzatissima per plasmare migliaia di pianeti al fine di dar vita al transformio. La battaglia finale si svolgerà ad Hong Kong, dove Prime con l'aiuto dei Dinobot massacrerà tutti i Decepticons e trafiggerà Lockdown. Infine volerà nello spazio alla ricerca dei "creatori", una misteriosa razza aliena creatrice di tutti i Transformers.
Nel quinto film Optimus raggiunge finalmente Cybertron ormai devastato oltre misura, ma viene fatto prigioniero da Quintessa, una creatura malvagia che lo schiavizza e ipnotizza ribattezzandolo Nemesis Prime e mandandolo di nuovo sulla Terra; qui Prime prende il bastone di Merlino che Cade Yeager e Viviane Wembly hanno trovato, ma viene affrontato sia dai 12 cavalieri di Cybertron sia da Bumblebee, la cui voce lo risveglia dal condizionamento; dopo che Cade ferma i cavalieri dall'uccidere Optimus, questi guida gli antichi guerrieri contro Quintessa e Megatron, che ha preso il bastone per riportarlo su Cybertron. Nella battaglia finale Optimus Prime distrugge gli Infernocon e scaraventa Megatron fuori dalla nave, poi saluta gli umani per dedicarsi a ricostruire il suo pianeta con l'aiuto degli Autobot e dei cavalieri.
Appare brevemente, con l'aspetto originale della serie animata Transformers degli anni ottanta, nel film prequel/spin-off Bumblebee, diretto da Travis Knight, durante la battaglia iniziale su Cybertron, dove sopraffatto dalle preponderanti forze nemiche Decepticons comandate da Shockwave e Soundwave, decide di spedire in avanscoperta tramite una capsula l'Autobot B-127 (Bumblebee) sulla Terra, ed è costretto a far evacuare il pianeta anche a tutti i suoi compagni mediante altre capsule di salvataggio. Riappare ancora nel finale del film, in versione camion Freightliner, mentre percorre il Golden Gate Bridge di San Francisco fino ad essere affiancato da Bumblebee trasformato in una Chevrolet Camaro, per poi incontrarsi nuovamente con quest'ultimo in una foresta, dove lo ringrazia per il lavoro svolto e lo fa partecipe dell'intenzione di fondare un loro avamposto sulla Terra, mentre sopraggiungono altri sette Autobots.
Optimus Prime è poi nuovamente presente anche nel successivo film Transformers - Il risveglio, diretto da Steven Caple Jr., nel quale guida come sempre il gruppo di Autobot che nel 1994 tra New York e il Perù entrano in contatto e poi collaborano con i Maximal, con l'obiettivo comune di recuperare le due parti della Chiave di Transcurvatura, la quale potrebbe permettere loro di tornare a casa su Cybertron e, con l'imperativo di fermare il malvagio dio della distruzione Unicron, il suo secondo in comando Scourge e i loro emissari Terrorcon e Predacon. Nello scontro finale in Perù sconfigge ed uccide Scourge, poi dopo aver ordinato ai suoi compagni di arretrare, decide di sacrificarsi facendo crollare il portale dimensionale per impedire ad Unicron di arrivare nel nostro mondo ma, viene salvato da Noah Diaz e Optimus Primal (leader dei Maximal, nonché discendente di Prime) un attimo prima di venire risucchiato dall'implosione. Sospettando che il demone robot in futuro potrebbe ancora tornare, si promette, assieme a tutti quanti gli Autobot e i Maximal, di rimanere vigile e tenersi pronto all'evenienza.

## Accoglienza
La rivista Play Generation lo classificò come il quarto protagonista più gigantesco dei videogiochi usciti su PlayStation 2 tenendo conto della sua apparizione in Transformers del 2004.

## Curiosità
- In lingua originale, Optimus Prime ha la voce di Peter Cullen, che lo ha doppiato in quasi tutti i cartoni, i videogiochi e anche nei film sin dalla prima serie del 1984. Cullen non doppiò il personaggio solamente nella trilogia Unicron e nella serie Animated. Peter Cullen basò la voce di Optimus Prime su quella di suo fratello maggiore Larry, un ex marine, e l'episodio Partners di Transformers: Prime fu dedicato alla sua memoria quando venne a mancare. Peter Cullen venne omaggiato con un cameo come avatar di Prime nei fumetti dedicati ai film.
- Nel quarto film Prime appare in due forme: un vecchio camion Freightliner LLC arrugginito simile alla forma usata nella serie G1 (cartoni, fumetti e giocattoli), e poi in un più moderno Western Star 4900; questa società ha rilevato la ditta Freightliner (attualmente entrambe sono consociate della Daimler Trucks North America), da cui proviene il modello FL86 preso a ispirazione per il giocattolo. Inoltre compare un recente Freightliner Argosy, usato come base per Galvatron.